# Peter Monamy

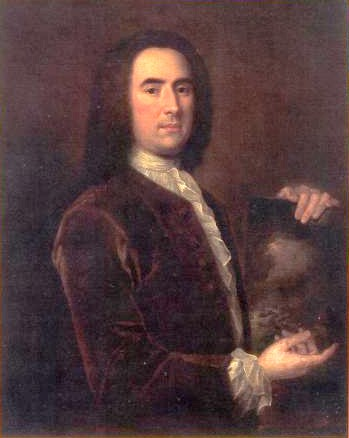
Porträt Peter Monamys durch Thomas Stubley

Peter Monamy (getauft 12. Januar 1681 in London; begraben 7. Februar 1749 in Westminster) war ein britischer Marinemaler.

## Leben
Über seinen genauen Geburtstag sind wir nicht informiert, lediglich die Taufe ist überliefert. Die Eltern, Pierre und Dorothy Monamy, lebten in den Minories, einer Straße nördlich des Tower of London und er war das jüngste von vier Kindern. Die Familie lässt sich bis ins 16. Jahrhundert auf die Kanalinseln zurückverfolgen. Die beruflichen Aktivitäten des Vaters werden als "Import-Export" über die Kanalinseln beschrieben. Die wechselnden Wohnadressen und eine Gefängnisstrafe werden als Hinweise auf Schmuggelbetrieb gesehen.
1696, mit 15 Jahren, geht er bei einem Buchbinder für sieben Jahre in die Lehre. Anschließend ist eine Hochzeit mit einer Frau namens Margaret bekannt. Vermutlich stirbt sie nach der Geburt einer Tochter 1706. 1709 heiratet er Hanna Christopher. Die Familie zieht oft in andere Wohnungen, denn jede Geburt eines Kindes findet sich in einem anderen Kirchenbuch wieder. Die ersten drei Kinder müssen aber früh verstorben sein. Eine Tochter Mary scheint überlebt zu haben und 1725 findet sich noch eine Tochter Ann im Kirchenregister wieder. Erst in den Jahren ab 1725 werden Reisen zu Häfen und Küsten Englands erwähnt. Ein Gemälde, dass sich auf ein Bootsrennen von 1715 bezieht, wird als erstes bekanntes Werk angesehen. Im Alter von 50 Jahren wird er als "berühmt" bezeichnet. Ein Gemälde mit dem Porträt von ihm wurde 1731 auch als Mezzotinto publiziert. Die Beschriftung darauf hebt ihn auf eine Ebene mit den van de Veldes: "Petrus Monamy / Navium et Prospectum Marionorum Pictor: / Vandeveldo Soli Secundus". In etwa dieser Zeit hat er auch Bekanntschaft mit Thomas Walker gemacht, der ihn als Mäzen und als Kunstsammler unterstützt. Ein Gemälde dieser beiden Personen wurde von William Hogarth gefertigt. In den Vauxhall Gardens gab es abgeschlossene Pavillons, in denen namhafte Künstler eingeladen wurden ausstellen zu dürfen. Neben Hogarth zählten im Wiedereröffnungsjahr 1736 auch Francis Hayman und Peter Monamy dazu. Er starb Anfang Februar 1749 und wurde in der St. Margarets Kirche in Westminster (London) beerdigt. Die überlebende Tochter Mary heiratet noch 1749 den Marinemaler Francis Swaine. Die Kinder aus dieser Ehe werden ebenfalls Marinemaler. Es wird aber vermutet, dass sie nur die vielen unvollendeten Arbeiten von Peter Monamy vollenden. Bereits 1750 wurde die ganze Sammlung von Monamy (Zeichnungen, Gemälde auch von den van de Veldes) wegen Geldmangels der Tochter Mary Monamy versteigert.

## Werk
Peter Monamy war der erste britische Marinemaler und gilt damit als „Gründungsvater“ der britischen Marinemalerei. Die meisten Marinemaler, die vorher in England arbeiteten, kamen aus den Niederlanden. Dazu gehören die damals berühmten Künstler Vater und Sohn Willem van de Velde, aber auch Isaac Sailmaker, Jacob Knyff, Jan Karel Donatus van Beecq, L. d. Man, Richard und Hamphrey Vale, Jan van Hagen und Adrian van Diest. Ein besonderer Aspekt während seiner Schaffenszeit, war eine für die Frühe Neuzeit Großbritanniens lange Zeit ohne große Seeschlachten. Vom Friede von Utrecht 1714 bis zum Beginn des Österreichischen Erbfolgekrieges 1740 gab es lediglich die Seeschlacht vor Kap Passero 1718, die neue Aufträge für einen Marinemaler hätte ergeben können. Im Krieg der Quadrupelallianz und im englisch-spanischen Krieg 1727 bis 1729 waren bis auf diese Seeschlacht eher Einzelgefechte zu erkennen. Erst 1739 mit der Eroberung von Portobelo konnte wieder ein größeres Ereignis als Anlass herhalten. Dabei waren am Ende des Spanischen Erbfolgekrieges noch die niederländischen Marinemaler und ihre Werkstätten und zu Beginn des Österreichischen Erbfolgekrieges schon eine neue Generation britischer Marinemaler, wie Charles Brooking, Samuel Scott, Francis Swaine oder Dominic Serres aktiv.
Bis etwa 1720 sind wenig Informationen über sein berufliches Umfeld bekannt. Deshalb erstaunt, dass in den Jahren danach er als berühmter und vollendeter Marinemaler angesehen wurde. Es gibt keine Hinweise auf die Ausbildung oder Ursache dafür. 1726 wurde er Mitglied in der Worshipful Company of Painter-Stainers (eine Malergilde). Das dafür notwendige Probestück lehnt sich eng an ein bekanntes Spätwerk des jüngeren Willem van de Velde an. Es ist heute noch dort vorhanden. Neben Gemälden gehörten auch Ladenschilder, Geschäftsräume und Wohnungseinrichtungen zu seinem Spektrum. Dabei war weniger die Gesamteinrichtung zu sehen, sondern wohl stets nur die Anbringung maritimer Motive. So ist auf einem Stich von William Hogarth auch ein Ladenschild mit einem Motiv aus einem seiner Gemälde zu erkennen. Die Vorlage für dieses Bild stammt von einem Gemälde, welches er in den Vauxhall Gardens ausstellte.
Für die im 18. Jahrhundert immer beliebteren Drucke versuchte Peter Monamy sich in der älteren Radierung und ging schnell zur moderneren Schabkunst über. Die grafischen Vorlagen wurden entsprechend angepasst, erst in Linien und später dann laviert. Besonders seine in den Vauxhall Gardens ausgestellten Gemälde wurden von ihm durch professionelle Grafiker in Drucke umgewandelt und publiziert.
In seinem Gesamtwerk sind mehrere Themen erkennbar, die er in seinen etwa 250 bzw. 300 Gemälden darstellte.
- bekannte Ereignisse (Seeschlachten, einzelne Gefechte, Eddystone-Leuchtturm-Darstellungen, königliche Reisen)
- Aussichten von See auf Landmarken oder Häfen
- formale Schiffporträts
- Schiffe bei leichter Brise oder Windstille
- Sturmszenen
- Mondlichtszenen
- Schiffe in Brand
- Kopien oder enge Nachahmungen von van de Velde Motiven

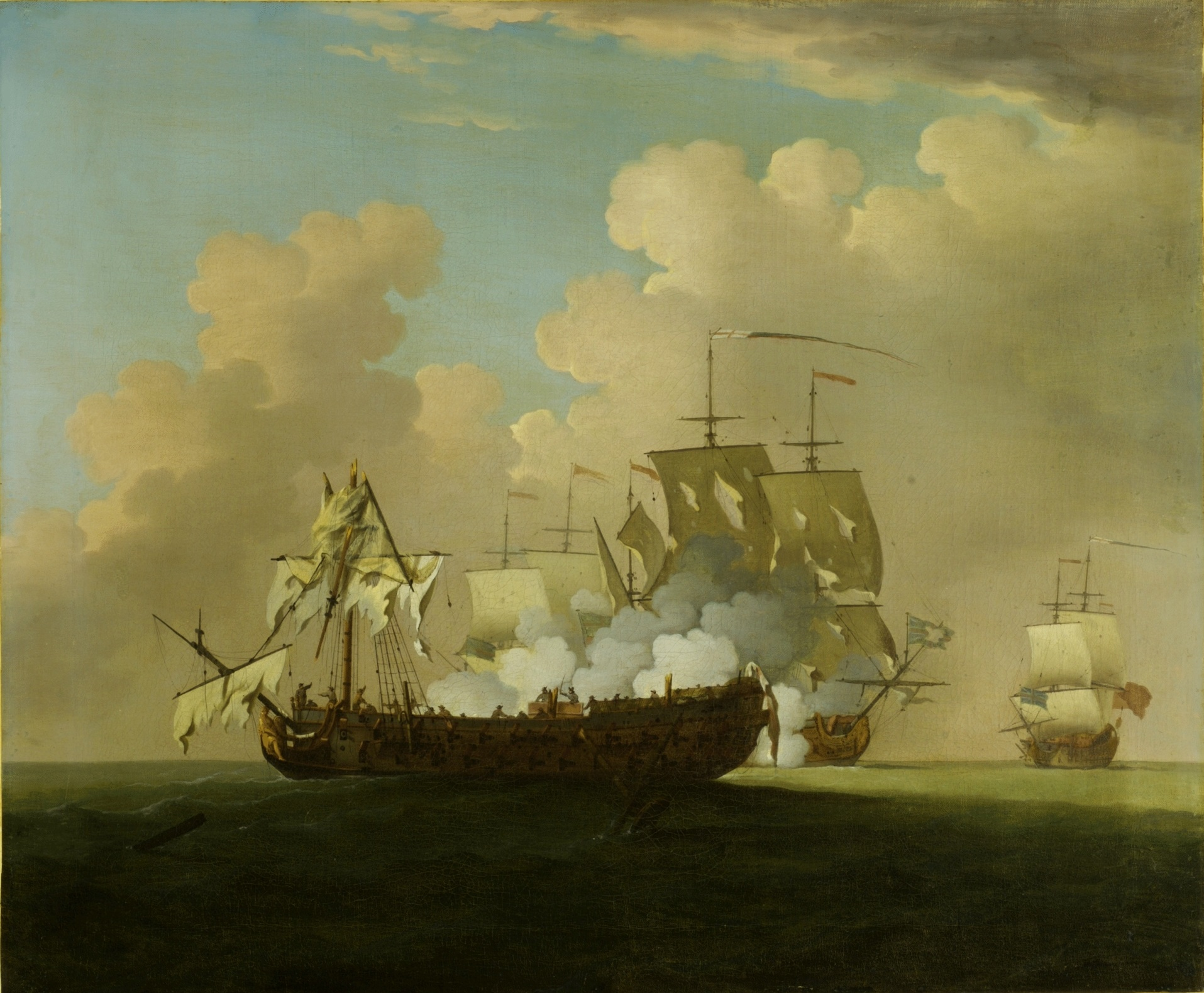
Die Eroberung der spanischen Princesa 1740 ist in drei Versionen von Monamy bekannt.
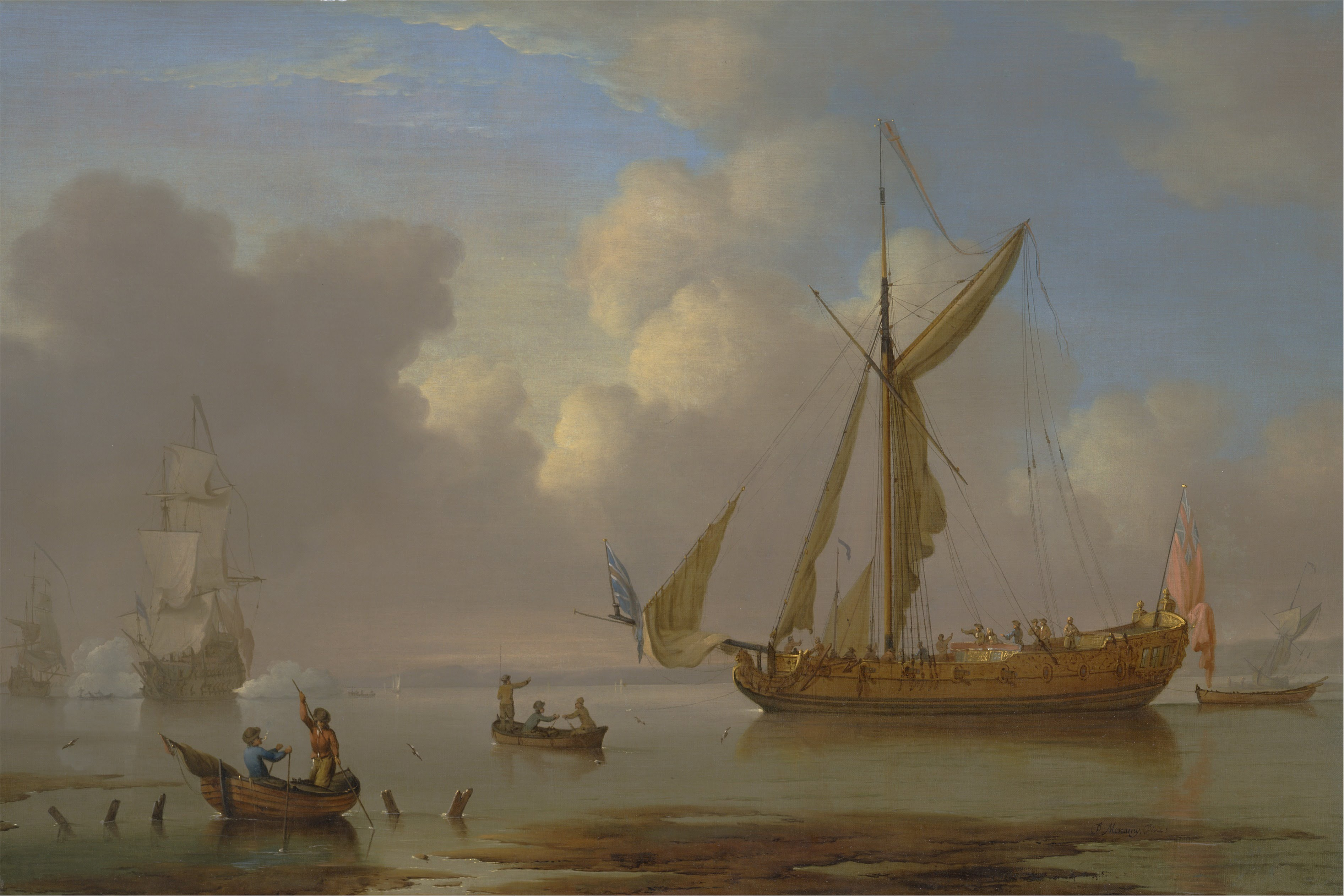
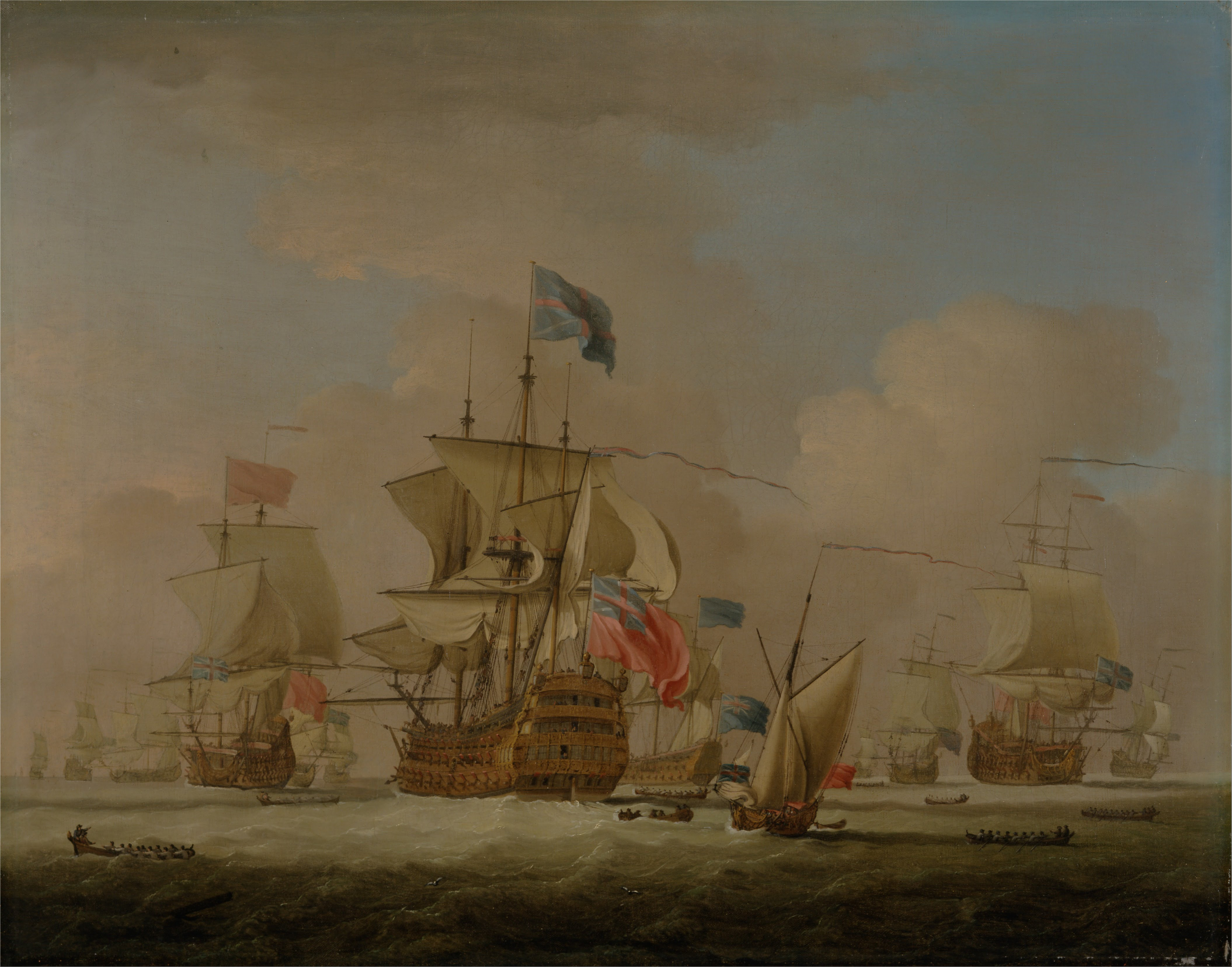
Ankunft der Königin von Portugal 1708 in Spithead. In der Mitte die Royal Anne, das Flaggschiff Admiral Byng.
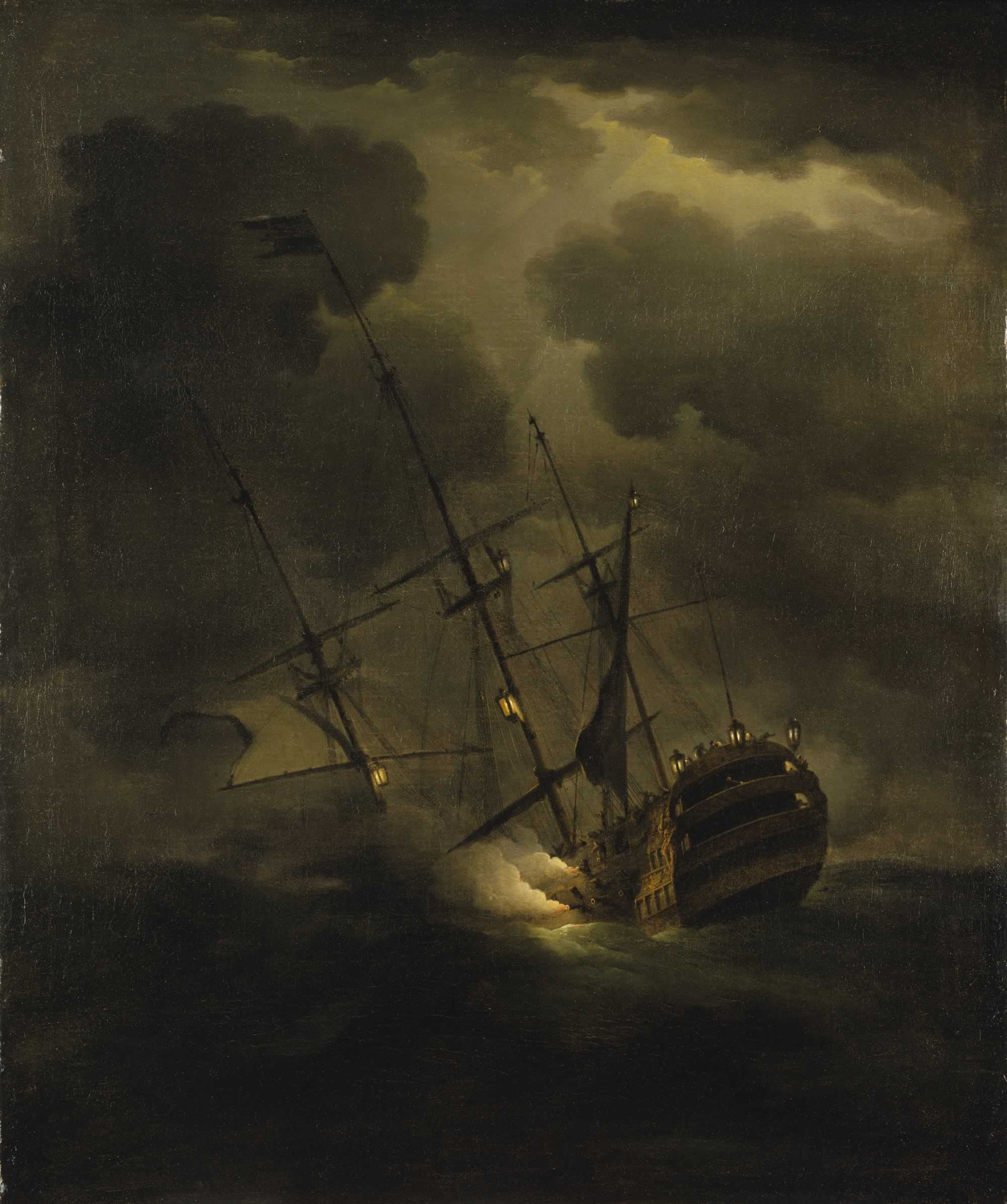
Untergang der Victory im Kanal 1744. Ein zugeschriebenes Werk
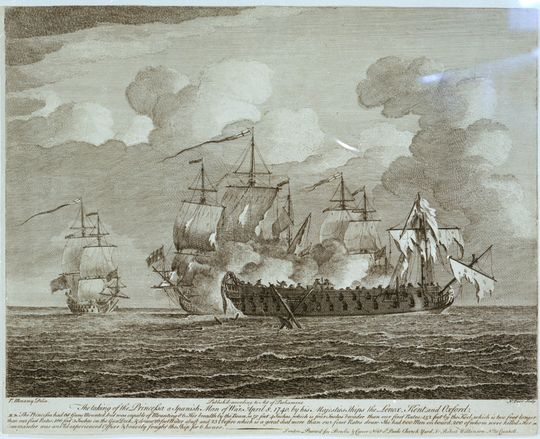
Beispiel für eines als Druck publiziertes Motiv eines der Gemälde aus den Vauxhall Gardens